# 索尔斯尚珀努瓦斯
索尔斯尚珀努瓦斯（法語：Saulces-Champenoises，法語發音：[so(l)s ʃɑ̃pənwaz]）是法国阿登省的一个市镇，属于武济耶区。

## 地理
索尔斯尚珀努瓦斯（49°26'59"N, 4°30'19"E）面积22.64 平方千米，位于法国大東部大區阿登省，该省份为法国北部内陆省份，西接埃纳省，南至马恩省，东临默兹省，北与比利时接壤。
与索尔斯尚珀努瓦斯接壤的市镇（或旧市镇、城区）包括：日夫里、梅尼勒阿内勒、蒙洛朗、波夫尔、沃香槟。
索尔斯尚珀努瓦斯的时区为UTC+01:00、UTC+02:00（夏令时）。

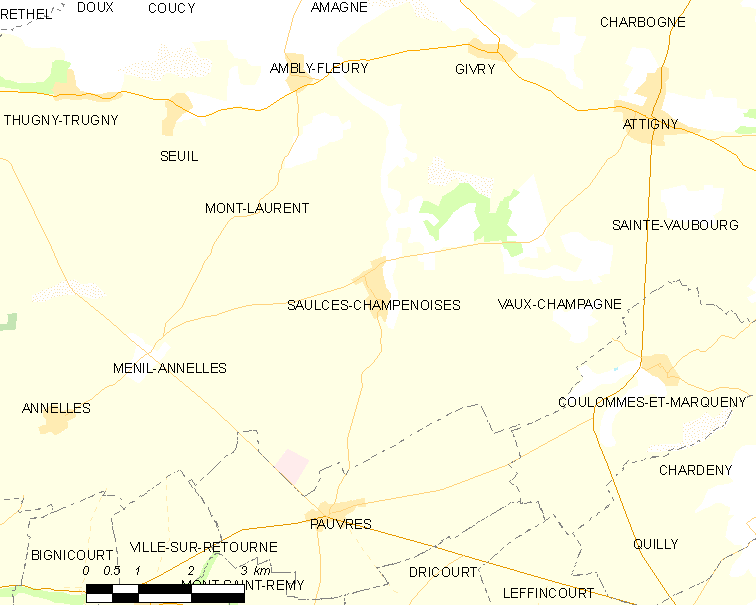
索尔斯尚珀努瓦斯的OSM定位图

## 行政
索尔斯尚珀努瓦斯的邮政编码为08130，INSEE市镇编码为08401。

## 政治
索尔斯尚珀努瓦斯所属的省级选区为阿蒂尼县。

## 人口

1962-2008年间索尔斯尚珀努瓦斯人口变化图示

索尔斯尚珀努瓦斯于2022年1月1日时的人口数量为221人。